# Memorial to Heroic Self Sacrifice
Memorial to Heroic Self Sacrifice är ett monument i Storbritannien.   Det ligger i grevskapet Greater London och riksdelen England, i den södra delen av landet, i huvudstaden London. Memorial to Heroic Self Sacrifice ligger 35 meter över havet.
Terrängen runt Memorial to Heroic Self Sacrifice är platt. Runt Memorial to Heroic Self Sacrifice är det mycket tätbefolkat, med 6 959 invånare per kvadratkilometer. Närmaste större samhälle är City of London, 0,61 km sydost om Memorial to Heroic Self Sacrifice. Runt Memorial to Heroic Self Sacrifice är det i huvudsak tätbebyggt.